# マイケル・ダートウゾス
マイケル・ダートウゾス（Michael L Dertouzos, 1936年11月5日 - 2001年8月27日）はアメリカのコンピュータ科学者。ギリシャ・アテネ生まれ。1974年から2001年までMITコンピュータ科学研究所の所長を務めた。
MITコンピュータ科学研究所にて、RSA暗号、スプレッドシート、NuBus、X Window System、インターネットなどの様々な技術開発に貢献した。また、W3CをMITに設置している。さらにGNUプロジェクトにも関与していた。
1964年にMITにて博士号を取得して、その後MITの教員になる。